# Eclytus haustoriatus
Eclytus haustoriatus är en stekelart som beskrevs av Dmitriy R. Kasparyan 1977. Eclytus haustoriatus ingår i släktet Eclytus och familjen brokparasitsteklar. Arten är reproducerande i Sverige. Inga underarter finns listade i Catalogue of Life.